# Karakoram

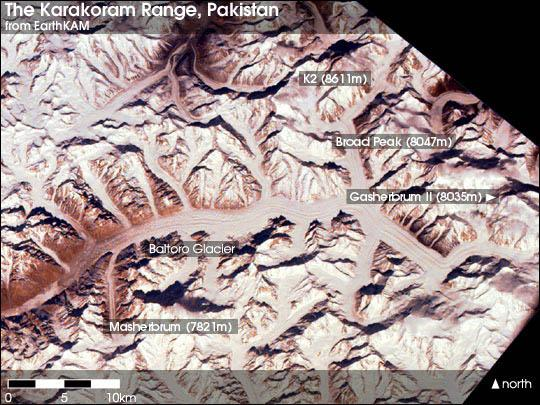
Els pics més alts del Karakoram vistos des de l'Estació Espacial Internacional

El Karakoram (també conegut com a Karakorum) és un massís muntanyós situat al nord del Caixmir (Pakistan i l'Índia). S'estén des del límit de l'Afganistan fins a la vall del Shayög. Pertany al sistema alpino-himalaià, format durant l'orogènesi terciària. És en essència una serralada d'alta muntanya que s'estén per les fronteres del Pakistan, la Xina i l'Índia, formada per altres serralades principals de les regions de Gilgit, Ladakh i Baltistan: el Gran Karakoram o Mustagh, l'Aqhil Karakoram, el Kailash i el Ladakh. És una de les grans serralades de l'Àsia, sovint considerada conjuntament amb l'Himàlaia, però tècnicament parlant independent d'aquesta cadena muntanyosa. Karakoram significa "grava negra" en turc, ja que moltes de les seves glaceres estan cobertes per runa.

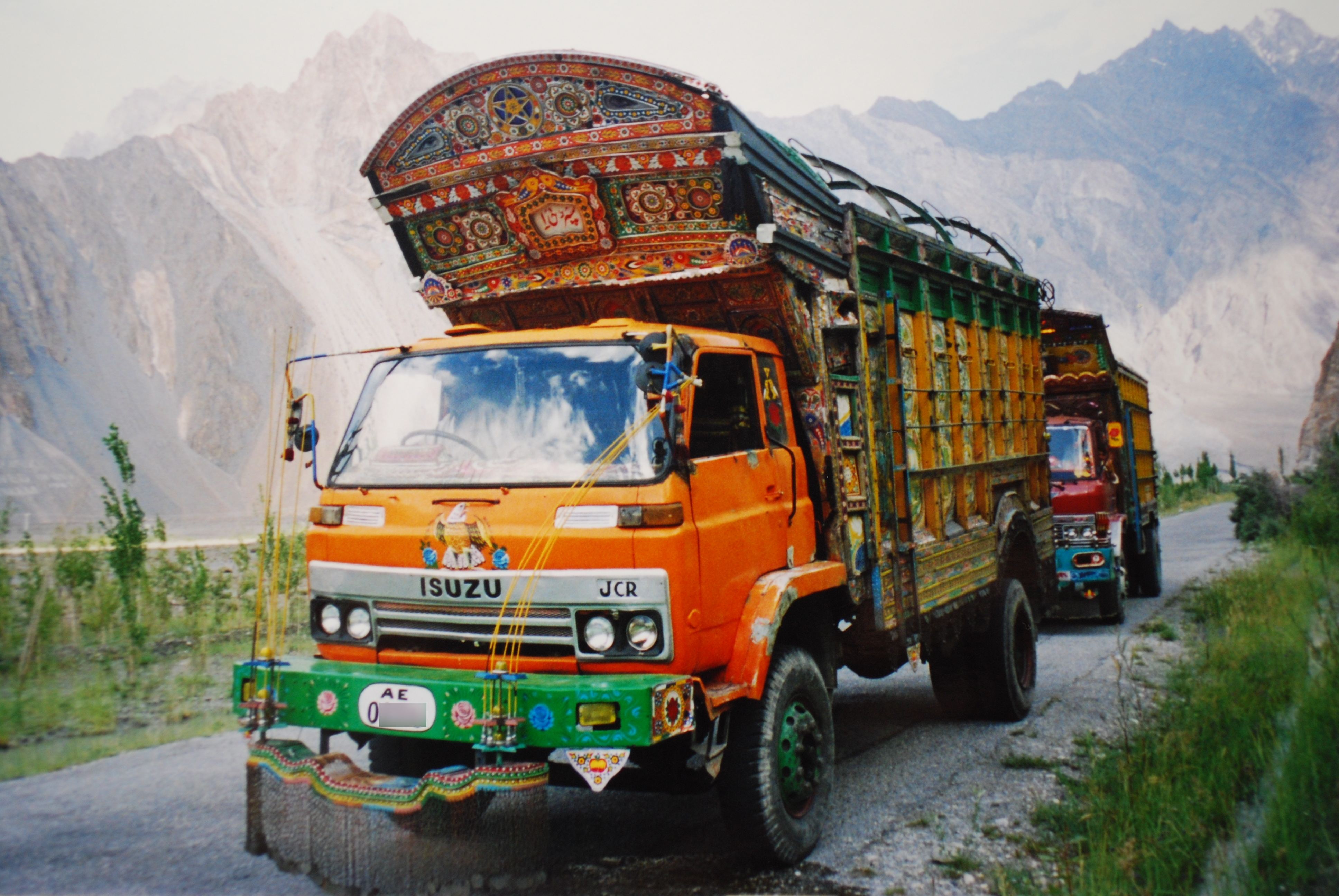
Camió pakistanès a la carretera del Karakoram

Al Karakoram s'hi troben més de 30 pics amb alçàries superiors al 7.300 m, incloent-hi el K2, el segon pic més alt del món, de 8.611 m. La majoria d'aquests pics es troben a la zona nord del Pakistan. La cadena, infranquejable, té una llargària d'uns 500 km, amb altituds que oscil·len entre els 4.500 i els 7.000 m, essent la regió del món amb més nombre de glaceres excloent-ne les regions polars. La glacera Siachen, amb 70 km de longitud, i la Biafo, amb 63 km, són la segona i la tercera glaceres del món en llargària fora de les regions polars: la glacera Fedtxenko al Pamir (Tadjikistan) té 77 km de longitud. Les glaceres Baltoro i Batura tenen 57 km de llargària, exactament els mateixos que la de Bruggen (o Pius XI) al sud de Xile.
El Karakoram està delimitat al nord-est pels marges de l'altiplà del Tibet, i al nord pel corredor de Wakhan i el Pamir. A l'oest de l'extrem nord-occidental del Karakoram s'hi troba l'Hindu Raj, més enllà del qual segueix l'Hindu Kush. Els límits meridionals estan formats pels rius Gilgit, Indus i Shyok, que separen la cadena muntanyosa del límit nord-oest de l'Himàlaia pròpiament dit.
A causa de la seva alçària, que fa que sembli gairebé una gran cinglera, el Karakoram és molt menys habitat que parts de l'Himàlaia. Els primers exploradors europeus el visitaren per primer cop a primers del segle xix, seguits de topògrafs britànics el 1856.
El pas de Muztagh va ser creuat el 1887 per l'expedició del coronel Francis Younghusband i les valls de més amunt del riu Hunza foren explorades per General Sir George K. Cockerill el 1892. Les expedicions a les dècades de 1910 i 1920 van dibuixar a ulls occidentals la geografia de la regió.
Marcel Ichac va rodar la pel·lícula "Karakorum", que relatava una expedició francesa de l'any 1936. La pel·lícula va guanyar el Lleó d'Argent al Festival de Cinema de Venècia del 1937.
La serralada és travessada per la carretera del Karakoram, la carretera internacional més alta del món, a través del port de muntanya del Khunjerab, i connecta el Pakistan amb la Xina.

## Nom

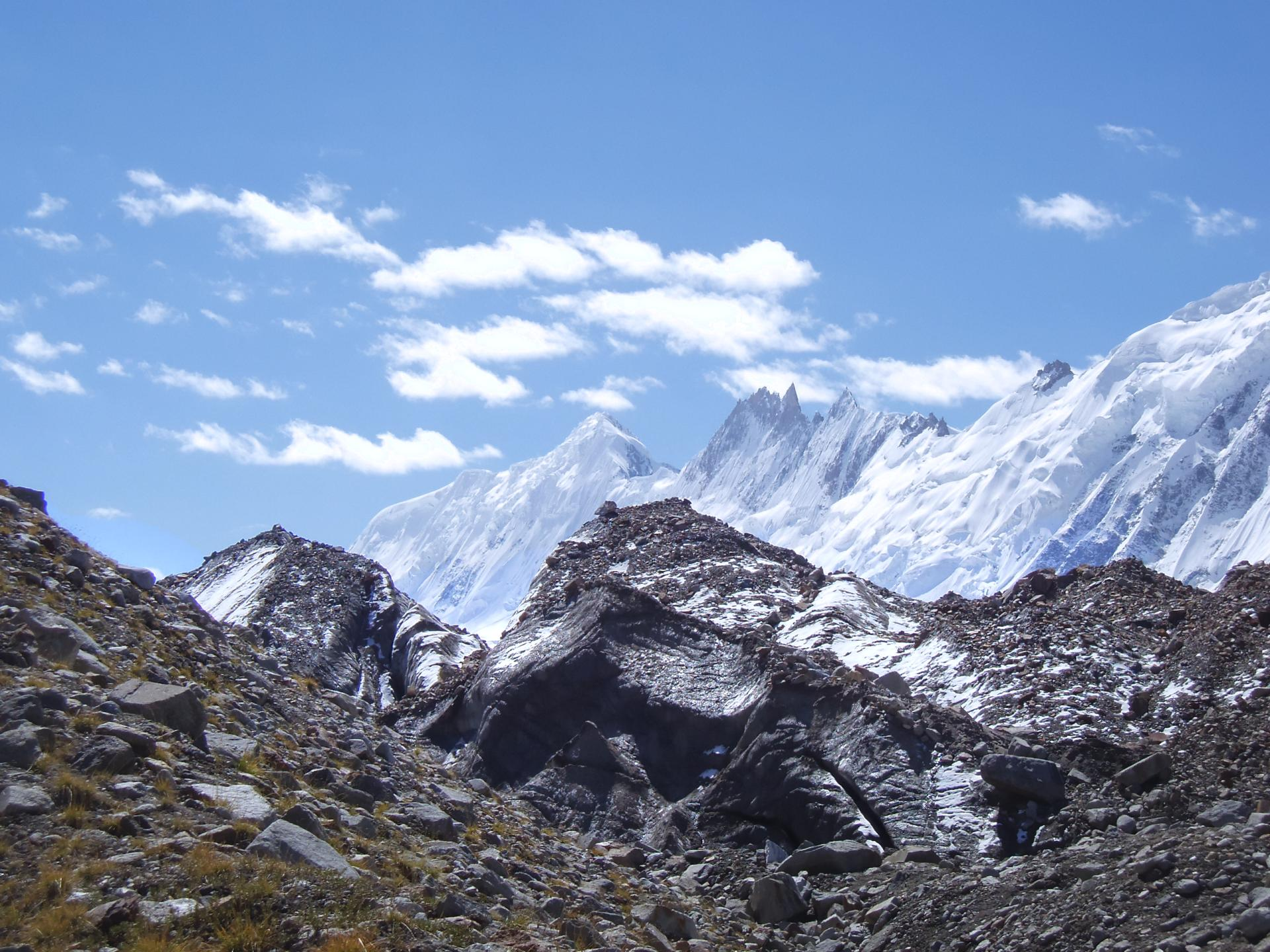
La grava negra de les muntanyes Karakoram, vista prop de la glacera Biafo del Pakistan

Karakoram és un terme turc que significa grava negra. Els comerciants de l'Àsia central van donar originalment el nom al Pas de Karakoram. Els primers viatgers europeus, inclosos William Moorcroft i George Hayward, van començar a utilitzar el terme per a la gamma de muntanyes a l'oest del pas, encara que també van utilitzar el terme Muztagh (que significa "Muntanya de gel") per a l'ara coneguda com Karakoram. La terminologia posterior va ser influenciada per l'explorador de l'Índia, Thomas George Montgomerie que en la dècada de 1850 va donar les etiquetes K1 a K6 (K per a Karakoram) a sis muntanyes altes visibles des de la seva estació en la Muntanya Haramukh a la Vall del Caixmir.
En la geografia índia tradicional les muntanyes eren conegudes com Krishnagiri (muntanyes negres), Kanhagiri i Kanheri.

## Exploració
A causa de la seva altitud i robustesa, el Karakoram està molt menys habitat que parts de l'Himàlaia més a l'est. Els exploradors europeus van visitar per primera vegada a principis del segle xix, seguits pels exploradors britànics a partir de 1856.
El Muztagh Pass va ser creuat el 1887 per l'expedició del coronel Francis Younghusband i les valls sobre el riu Hunza van ser explorades pel general Sir George K. Cockerill el 1892. Les exploracions en la dècada dels anys deu i dels anys vuitanta van establir la major part de la geografia de la regió.
El nom de Karakoram va ser utilitzat a principis del segle xx, per exemple, per Kenneth Mason, pel que ara és conegut com el Baltoro Muztagh. El terme s'utilitza ara per a referir-se a tot el que va des de la Batura Muztagh sobre la Vall d'Hunza a l'oest fins al Saser Muztagh en el revolt del riu Shyok a l'est.

Vall d'Hunza a la regió de Gilgit-Baltistan administrat pel Pakistan

Es van realitzar expedicions florals en la conca del riu Shyok i de Panamik al llogaret turtuk per Chandra Prakash Kala durant 1999 i 2000.

## Geologia i glaceres
El Karakoram està en una de les àrees geològicament actives del món, en el límit de placa entre la placa indoaustraliana i la placa eurasiàtica. Una part significativa, entre el 28 i el 50%, del Karakoram són geleres cobrint una àrea de més de 15.000 km², en comparació amb el 8 i el 12% de l'Himàlaia i el 2,2% dels Alps.
Les glaceres de muntanya poden servir com a indicador del canvi climàtic, avançant i retrocedint amb canvis a llarg termini en la temperatura i la precipitació. Les glaceres del Karakoram s'estan retirant lleugerament, a diferència de l'Himalaya, on les glaceres estan perdent massa a una taxa significativament menor, ja que moltes glaceres del Karakoram estan coberts d'una capa d'enderrocs que aïlla el gel de la calor del sol. Quan no hi ha aquest aïllament, la taxa de retir és alta.
- Glacera Siachen
- Glacera de Baltoro
- Glacera Hispar
- Glacera Batura
- Glacera Biafo
- Glacera Chogo Lungma
- Glacera Yinsugaiti

### Edat del gel
En l'última era del gel, una sèrie de glaceres connectades es van estendre des del Tibet occidental fins a Nanga Parbat, i des de la conca del Tarim fins al districte de Gilgit. Al sud, la glacera Indus era la principal glacera de la vall, que fluïa 120 km des del massís de Nanga Parbat fins a 870 m d'altitud. En el nord, les glaceres del Karakoram es van unir a les de les muntanyes Kunlun i van fluir fins a 2.000 metres en la conca del Tarim.
Mentre que les glaceres de la vall actual en el Karakoram aconsegueixen una longitud màxima de 76 km, diverses de les branques glacials de la vall del gel i les principals glaceres de la vall, tenien una longitud de fins a 700 km. Durant l'edat del gel, la línia de neu de la glacera era uns 1.300 metres més baixa que avui.

## Rellevància geològica
El Karakoram i l'Himàlaia tenen una importància cabdal per als científics per diverses raons. Totes dues serralades són dues de les zones amb major activitat geològica, així com la zona de contacte entre dos continents que estan xocant. Per tant, són importants en l'estudi de les plaques tectòniques. Les glaceres poden servir com a indicador del canvi climàtic, avançant i reculant amb els canvis a llarg termini en la temperatura i les precipitacions. De fet, es creu que dues cadenes muntanyenques amb aquestes dimensions fins i tot podrien haver causat un canvi quan es van formar ara fa 40 milions d'anys (orogènesi terciària). Les grans quantitats de roca exposades a l'atmosfera són fraccionades per l'acció del diòxid de carboni. Aquest procés elimina el gas amb efecte hivernacle de l'atmosfera, i podria haver causat un refredament global del clima i desencadenar un seguit de glaciacions.

## Pics més alts
La majoria del pics més alts es troben a les àrees septentrionals del Pakistan, als anomenats Territoris del Nord. Els pics més notoris són:
- K2 (Chogori) (8.611 m)
- Gasherbrum I (8.068 m)[22]
- Broad Peak (Phalchen Kangri) (8.047 m)
- Gasherbrum II (8.035 m)
- Gasherbrum IV (7.925 m)
- Distaghil Sar (7.885 m)
- Masherbrum (7.821 m)
- Rakaposhi (7.788 m)
- Kanjut Sar (7.761 m)
- Saser Kangri (7.672 m)
- Chogolisa (7.665m)
- Haramosh Peak (7.397 m)
- L'Ogre (7.285 m)
- Muztagh Tower (7.273 m)

La majoria dels grans pics es troben a les regions del Baltistan i del Ladakh. El Baltistan té més de 100 pics amb més 6.500 metres per sobre del nivell del mar.

## Subcadenes
El nomenclàtor i les divisions de les diverses subcadenes del Karakoram no estan universalment acceptats. Tanmateix, la següent és una llista d'importants subcadenes que segueix en Jerzy Wala. Les cadenes estan llistades aproximadament d'oest a est.
- Batura Muztagh
- Rakaposhi-Haramosh
- Spantik-Sosbun
- Hispar Muztagh
- Ghujerab Sud
- Panmah Muztagh
- Muntanyes Wesm
- Masherbrum
- Baltoro Muztagh
- Saltoro
- Siachen Muztagh
- Rimo Muztagh
- Saser Muztagh